# Héctor Morán
Héctor Eduardo Morán (* 13. Februar 1962 in Durazno) ist ein ehemaliger uruguayischer Fußballspieler.

## Karriere

### Verein
Der 1,75 Meter große Mittelfeldakteur Héctor Morán stand zu Beginn seiner Karriere von 1982 bis Mitte 1987 in Reihen des Club Atlético Cerro. Von Mitte 1987 bis Mitte 1992 war er Spieler von Nacional Montevideo. Mit den Bolsos siegte er bei der Copa Libertadores 1988, wobei er in der zweiten Finalpartie gegen die Newell’s Old Boys eingewechselt wurde. Beim anschließenden Weltpokal-Finalsieg am 11. Dezember 1988 in Tokio gegen die PSV Eindhoven wirkte er ebenfalls als Einwechselspieler mit und verschoss im Elfmeterschießen seinen Elfmeter. Im Folgejahr gewann sein Verein noch die Copa Interamericana und die Recopa Sudamericana. In den zugehörigen Finalspielen nahm er jedoch lediglich im Hinspiel um die Copa Interamericana teil. Es folgte eine bis zur Jahresmitte 1995 währende Karrierestation in Argentinien bei Deportivo Mandiyú. Von dort wechselte er nach Paraguay zum Club Olimpia. Im Juli 1996 kehrte er zu Cerro zurück und war dort noch bis Mitte 1997 aktiv. Danach spielte der zu aktiven Zeiten mit dem Spitznamen „Indio“ versehene Morán im Laufe noch 1997 für den chilenischen Verein Unión Española und 1998 Central Español aus Montevideo. Beim letztgenannten Verein beendete er 1998 zunächst seine Karriere, nachdem er im Zweitligaspiel gegen Racing dem Schiedsrichter in den Hintern getreten hatte. 2004 ist ein Comeback bei Alianza Montevideo verzeichnet.

### Nationalmannschaft
Morán debütierte am 7. August 1988 in der uruguayischen A-Nationalmannschaft. Sein erstes von zwei Toren im Trikot der „Celeste“ erzielte er bei der 1:4-Niederlage am 20. Dezember 1992 im Freundschaftsspiel gegen Deutschland. Ebenfalls traf er am 17. Juli 1993 beim 3:0-Sieg gegen Peru. Insgesamt bestritt er 23 Länderspiele und erzielte zwei Tore. Er gehörte dem Aufgebot bei den Turniere um die Copa América 1991 und 1993 an. Sein letzter Nationalelfeinsatz datiert vom 15. August 1993, als er mit Uruguay unter Trainer Luis Alberto Cubilla in der WM-Qualifikation ein 1:1-Unentschieden gegen Brasilien erreichte.

### Erfolge
- Weltpokal: 1988
- Copa Libertadores: 1988
- Copa Interamericana: 1989
- Recopa Sudamericana: 1989

## Nach der aktiven Karriere
Mindestens im Jahr 2014 war Morán Sportkoordinator der uruguayischen Fußballspielergewerkschaft Mutual Uruguaya de Futbolistas Profesionales.

## Weltfussball
- Héctor Morán in der Datenbank von transfermarkt.de